# Couscoussier
En couscoussier er en dampkoger, der traditionelt bruges i berbisk og arabisk madlavning, specielt i Libyen, Tunesien, Algeriet og Marokko. Kogeren bruges, som navnet antyder, først og fremmest til at koge couscous.
Couscoussieren består normalt af to dele, der enten er lavet af keramik (traditionel udgave) eller af metal (stål, aluminium eller kobber). Den nederste del ("barma"), som er den største, indeholder vand eller suppe, der bruges til at producere damp. Den øverste, mindre del ("kesskess") har en perforeret bund og et låg. Heri anbringes couscoussen og hullerne i bunden lader dampen fra den nederste del trænge op gennem grynene. Når couscoussen er færdigdampet, tages denne del af kogeren, og den nederste del kan efterfølgende bruges til at lade resten af retten simre på.